# Mockfjärd
Mockfjärd est une localité de Suède dans la commune de Gagnef située dans le comté de Dalécarlie.
Sa population était de 2 011 habitants en 2019.